# Road Rash (игра, 1991)
Road Rash — видеоигра в жанре гонок на выживание, разработанная и изданная компанией Electronic Arts в 1991 году для приставки Mega Drive/Genesis. Впоследствии игра была портирована на компьютеры и консоли нескольких поколений. Является первой частью одноимённой серии.

## Игровой процесс
Игроку требуется пройти трассу и добраться до финиша быстрее своих соперников. Трассы в игре отличаются не только окружением, но и длиной и извилистостью. За прохождение трасс игрок получает деньги, на которые он может покупать более быстрые и прочные мотоциклы. От места игрока в гонке зависит сумма его выигрыша.
Сами трассы не являются специальными гоночными треками. Гонки проходят прямиком на проезжей части: на дорогах ездят машины, на обочинах стоят люди и животные. Всё это создаёт оживлённую картину. Машины, животные, заграждения, дорожные знаки, деревья и прочее — всё это является препятствиями на пути гонщиков. Причём как для игрока, так и для его соперников. В случае падения гонщик сам добегает до своего мотоцикла, садится на него и продолжает гонку. Использовать для гонки чужой мотоцикл нельзя. При столкновении страдает и сам мотоцикл: его шкала прочности уменьшается. Если шкала опустеет — гонка проиграна.
Однако главной особенностью игры является возможность драться прямо во время гонки. Гонщики могут как бить кулаками и ногами, так и использовать оружие: дубинки, цепи, монтировки и прочее. Можно также отобрать оружие: если ударить врага в тот момент, когда он будет бить оружием, то гонщик автоматически заберёт его. Это могут сделать и другие гонщики. У каждого гонщика есть шкала «состояния» (своего названия шкала не имеет). Если она опустеет, то гонщик упадёт с мотоцикла. Шкала может восстанавливаться автоматически, причём как у игрока, так и у других гонщиков. Порой хватает одного удачного удара кулаком, чтобы сбить гонщика с мотоцикла.
Экран разделён на две части. В верхней показан сам игровой процесс, а в нижней находится «информационная панель». На ней показаны скорость, пройденный путь, время гонки. Также имеются два зеркала заднего вида. Выше зеркал находятся показатели состояния самого гонщика, а также противника, ближнего к игроку. Под шкалой игрока показано его имя. Выше таймера показано место гонщика.

## Отзывы
Игра получила довольно положительные отзывы. Версия для Mega Drive/Genesis получила самые высокие оценки среди прочих версий игры. «GamePro» дали игре 100 %, назвав её «просто замечательной». Журнал «Mean Machines» дал игре оценку в 91 %. Сайт «Sega-16.com» также был в восторге, отметив, что «игра опережает своё время и не соответствует 16-битной эре». Сайт «The Videogame Critic» поставил игре оценку «A», назвав её «настоящей классикой, которая выдержит испытание временем».
Версия для Game Gear получила оценку 90 % от «GamePro», поскольку игра с таким драйвом просто не могла передать всех ощущений через маленький экран консоли.
Более низкие оценки получила версия для Game Boy Color. Игра получила оценки от 50 до 80 %. Многие издания отмечали бедноту порта, которая никак не тянула до уровня оригинала. Версия игры для обычного Game Boy получила самую низкую оценку — 29 %, причиной которой также служила малая мощность приставки и плохое портирование.
Версии игры для Sega CD, 3DO, PlayStation, Sega Saturn и ПК получили в основном положительные отзывы, однако им так и не удалось добиться оценок оригинала на Mega Drive/Genesis.